# Gotra annulipes
Gotra annulipes là một loài tò vò trong họ Ichneumonidae.